# Eulocastra poliogramma
Eulocastra poliogramma là một loài bướm đêm trong họ Noctuidae.